# The Thrilla in Manila
The Thrilla in Manila var en klassisk boxningsmatch i Filippinerna mellan Muhammad Ali och Joe Frazier. Matchen som gällde Alis enade VM-titel i tungvikt ägde rum 1 oktober 1975 i Quezon City, "systerstad" till huvudstaden Manilla. Näst den legendariska matchen "The Rumble in the Jungle" mot George Foreman ett år tidigare är denna match den mest berömda av Alis många klassiska matcher. Matchen anses vara en av de bästa matcherna som någonsin utkämpats, bland annat utnämnde tidskriften The Ring Magazine år 1997 den till "Århundradets fight".

## Bakgrund

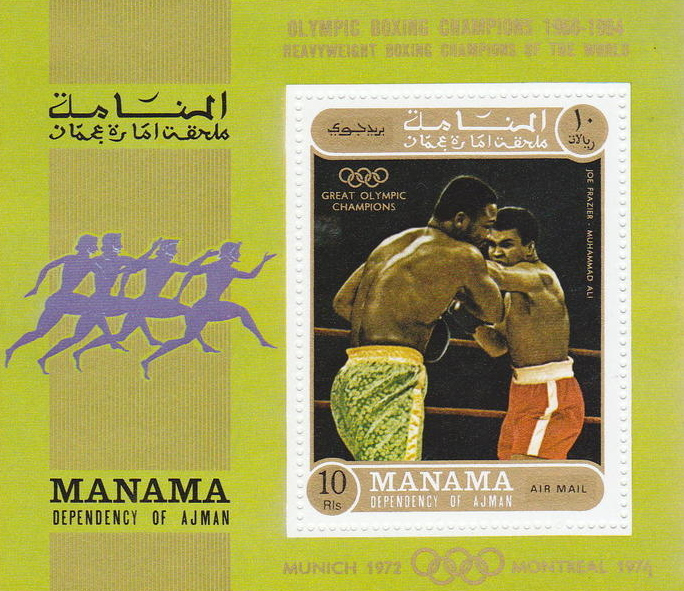
Frazier och Ali i "Århundradets match"

Rivaliteten mellan Muhammad Ali och Joe Frazier kulminerade med denna match. Ali hade blivit mästare första gången redan 1964 efter att ha besegrat Sonny Liston men 1967 blivit fråntagen VM-titeln på grund av vägran att göra militärtjänst i Vietnamkriget. På grund av det allt större motståndet mot Vietnamkriget i USA hävdes avstängningen efter tre år och hösten 1970 gjorde Ali comeback och besegrade det "vita hoppet" Jerry Quarry på KO i rond 3. 
Joe Frazier hade vunnit OS-guld 1964 och efter att ha besegrat Jimmy Ellis 1970 enade han tungviktstiteln (han hade vunnit "ena halvan" redan 1968) och erkändes av The Ring Magazine som den sanne världsmästaren. Tidningen hade 1967–70 fortfarande räknat Ali som den rättmätige mästaren.
I mars 1971 möttes Frazier och Ali en första gång i vad som kallades "Århundradets match". Frazier vann på poäng och i 15:e och sista ronden golvades Ali en gång. Trots rykten om en snabb returmatch kom ingen sådan till stånd och i januari 1973 förlorade Frazier VM-titeln till George Foreman. Ytterligare drygt ett år senare möttes rivalerna en andra gång i en match, där segraren skulle få möta George Foreman. Ali fick revansch och vann på poäng. The Rumble in the Jungle mot Foreman vann Ali på KO i rond 8 och återtog därmed VM-titeln som tagits från honom sju år tidigare.

## Matchen
Don King som varit promotor för Foreman–Ali-matchen arrangerade även denna match. Ali fick ett rekordgage på 6 miljoner dollar (enligt vissa källor 7 miljoner dollar) medan Frazier fick nöja sig med 3 miljoner dollar. För att få bästa sändningstid i USA gick matchen på förmiddagen lokal tid.
Ali (nu 33 år gammal) skröt i vanlig ordning inför matchen och förolämpade utmanaren medan Frazier (31 år) lovade att han skulle vinna på KO. Inför matchen ansåg många att Ali tog väl lätt på motståndaren då han inte verkade träna lika hårt som han brukade göra. Frazier å andra sidan tränade minutiöst. 

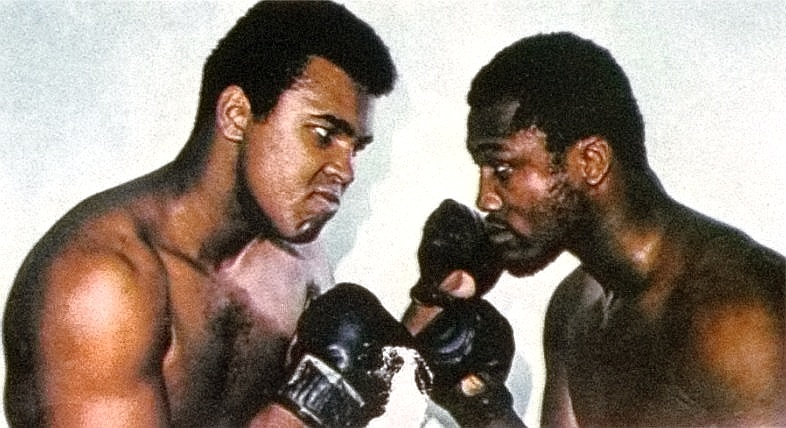
Muhammad Ali (till vänster) och Joe Frazier

När matchen väl inleddes var det Ali som tog kommandot. Han dominerade de inledande ronderna som gick i ett högt tempo och träffade Frazier med många kombinationer. Ali och Frazier var helt olika varandra som boxare. Även om Ali tappat en del av sin snabbhet från 1960-talet var han fortfarande betydligt snabbare än utmanaren och förlitade sig i stor utsträckning på sin teknik och reflexer. Frazier var däremot en så kallad "slugger" som förlitade sig mycket mer på råstyrka och var beredd att ta emot slag för att kunna dela ut fler. 
Efter sex ronder såg det ändå ut som att mästaren var på väg mot en poängseger, kanske till och med en knockoutseger. Men istället utvecklade sig matchen till en kraftmätning av sällan skådat slag. Frazier inledde en enorm forcering och tvingade Ali till konstant reträtt; mästaren hade stora problem att freda sig. I ett försök att sänka tempot och stoppa Fraziers offensiv gick Ali nu över till "Rope-a-dope"-taktiken (stanna mot repen, gardera huvudet och satsa på kontringar och låsa motståndaren när tillfälle ges) som varit så framgångsrik mot Foreman. Det hjälpte emellertid inte. Frazier pressade Ali bakåt i rond efter rond och träffade världsmästaren med många hårda kombinationer mot både kropp och huvud, som Ali dock stod pall för. Visserligen fick även Frazier ta emot mycket stryk men det var ändå klart att han vann varje rond 7–11.
Vid det här laget var båda boxarna utmattade och Fraziers ansikte hade svullnat oroväckande mycket, han började få svårt att se. I rond 12 återtog Ali initiativet och i rond 13 tvingades Frazier slutligen till reträtt. Han fick ta emot många hårda slag men vägrade att gå ner för räkning. I pausen till 14:e ronden ville Fraziers tränare Eddie Futch stoppa matchen, men Frazier vägrade. Hans ansikte var nu så svullet att han knappt kunde se överhuvudtaget. Ali fortsatte att gå på offensiven i rond 14. Frazier hade nu mycket svårt att försvara sig på grund av synproblemen. Han fick ta emot oerhörda mängder stryk men  trots alla slag som Ali öste över honom lyckades mästaren inte slå ned honom. I pausen till 15:e och sista ronden hade emellertid Eddie Futch fått nog. Mot sin utmattade och svårt märkte adepts vilja bad han ringdomaren bryta matchen. Ali förklarades därmed som segrare på TKO i rond 14.
Ali, som också fullständigt tömt sina krafter, satt utmattad kvar på sin stol i sin ringhörna efter att matchen stoppats. Efteråt menade han att "det var det närmsta döden jag någonsin varit" och senare framkom det att Ali själv var på väg att ge upp när Padilla stoppade matchen till hans fördel. Medan Frazier knappt kunde se hade Ali stora svullnader över hela överkroppen. Ali fortsatte visserligen sin karriär, men nådde aldrig upp till samma nivå igen. Sin sista match gick han först 1981. Frazier drog sig tillbaka 1977 på grund av kroniska ögonskador.